# Claudius Eugène Bachelet
Pour les articles homonymes, voir Bachelet.
Claudius Eugène Bachelet (appelé couramment Claudien Bachelet) est un homme politique français né le 6 mai 1899 à Saint-Didier-en-Brionnais et décédé à Semur-en-Brionnais le 28 octobre 1984. Il est député de Saône-et-Loire, conseiller général du canton de Semur-en-Brionnais et maire de Semur-en-Brionnais.

## Biographie
Né dans une famille d'agriculteurs à Saint-Didier-en-Brionnais, il est l'aîné de frères.  Sa mère meurt alors qu'il a onze ans. Elle vient habiter à Semur-en-Brionnais, dans une petite ferme et élève seule ses enfants.[Passage contradictoire] Claudius Bachelet devient lui-même agriculteur dans la même ferme. Il se marie en 1929 avec Irma Bourru et a sept enfants. Lorsqu'il décède à Semur-en-Brionnais le 28 octobre 1984, il n'a plus de mandat politique

## Mandats

### Maire
Les responsabilités qu'il prend dans le syndicat agricole de Semur-en-Brionnais le conduisent à être candidat sur la liste des élections municipales. Il est conseiller municipal dès 1925. Après l'élection du 7 juin 1936, liste  conduite par M. Laroy , il devient adjoint au maire. Il ne siège pas du 18 octobre 1944 au 13 mai 1945. Durant cette période les élus municipaux ont été désignés par arrêté prefectoral du 21 septembre 1944. Après les élections municipales des 29 avril et 13 mai 1945  Claudius Bachelet devient  maire de Semur-en-Brionnais. Il le restera jusqu'en 1977. Son mandat sera en effet renouvelé après les élections municipales d'octobre 1947, de mai 1953, de mars 1959, d'avril 1965, de mars 1971.

### Conseiller général
Il représente le canton de Semur-en-Brionnais au département de Saône-et-Loire après son élection comme  conseiller général en 1952. Il succède à Louis Goutaudier, curé et maire de Mailly décédé en 1952. Il est réélu deux fois et siège jusqu'en 1967. Alexis Raquin, maire de Saint-Christophe-en-Brionnais, lui succède[réf. nécessaire].

### Député
Les élections législatives du 10 novembre 1946 se font par scrutin de liste départementale. En Saône-et-Loire, cinq listes sont en présence. Claudius Bachelet figure en quatrième position sur la liste du "cartel républicain indépendant et gaulliste", mouvement politique créé par le gaulliste René Capitant. Cette liste obtient 64 450 voix sur 237 050 votants et a deux élus sur les sept sièges à pourvoir. Les autres sont obtenus par le parti communiste (deux élus), la S.F.I.O. (un élu), le rassemblement des gauches républicaines (un élu) et le MRP,  Mouvement républicain populaire (un élu). En 1949, Patrice Bougrain, qui conduisait la liste du cartel républicain, démissionne. Le troisième de liste doit siéger en remplacement. Il s'agit de Joseph Renaud. Celui-ci étant sénateur et voulant le rester, c'est donc Claudius Bachelet qui devient député. Il s'inscrit au Groupe paysan. 
Aux élections du 17 juin 1951 il est candidat en troisième position sur une liste "d'Union des indépendants, des paysans et des républicains nationaux", cette liste est apparentée avec la SFIO, le MRP, le Parti radical. La liste obtient un seul siège. M. Bachelet n'est pas élu. Il ne se représentera plus aux élections législatives.